# Green Bay Packers 1924
La stagione 1924 dei Green Bay Packers è stata la quarta della franchigia nella National Football League. La squadra, allenata da Curly Lambeau, ebbe un record di 7-4, terminando sesta in classifica. 

## Calendario
| Stagione regolare |              |                      |           |
| Gara              | Data         | Avversario           | Risultato |
| 1                 | 28 settembre | at Duluth Kelleys    | S 3–6     |
| 2                 | 5 ottobre    | at Chicago Cardinals | S 0–3     |
| 3                 | 12 ottobre   | Kansas City Blues    | V 16–0    |
| 4                 | 19 ottobre   | Milwaukee Badgers    | V 17–0    |
| 5                 | 26 ottobre   | Minneapolis Marines  | V 19–0    |
| 6                 | 2 novembre   | Racine Legion        | V 6–3     |
| 7                 | 9 novembre   | Duluth Kelleys       | V 13–0    |
| 8                 | 16 novembre  | at Milwaukee Badgers | V 17–10   |
| 9                 | 23 novembre  | at Chicago Bears     | S 0–3     |
| 10                | 27 novembre  | at Kansas City Blues | V 17–6    |
| 11                | 30 novembre  | at Racine Legion     | S 0–7     |

## Classifiche
| Classifica NFL           |    |   |   |      |     |     |     |
|                          | V  | S | P | %    | PF  | PS  | STR |
| Cleveland Bulldogs       | 7  | 1 | 1 | .875 | 229 | 60  | V2  |
| Chicago Bears            | 6  | 1 | 4 | .857 | 136 | 55  | V3  |
| Frankford Yellow Jackets | 11 | 2 | 1 | .846 | 326 | 109 | V8  |
| Duluth Kelleys           | 5  | 1 | 0 | .833 | 56  | 16  | V1  |
| Rock Island Independents | 5  | 2 | 2 | .714 | 88  | 38  | S1  |
| Green Bay Packers        | 7  | 4 | 0 | .636 | 108 | 38  | S1  |
| Racine Legion            | 4  | 3 | 3 | .571 | 69  | 47  | V1  |
| Chicago Cardinals        | 5  | 4 | 1 | .556 | 90  | 67  | S1  |
| Buffalo Bisons           | 6  | 5 | 0 | .545 | 120 | 140 | S3  |
| Columbus Tigers          | 4  | 4 | 0 | .500 | 91  | 68  | S1  |
| Hammond Pros             | 2  | 2 | 1 | .500 | 18  | 45  | V2  |
| Milwaukee Badgers        | 5  | 8 | 0 | .385 | 142 | 188 | S2  |
| Akron Pros               | 2  | 6 | 0 | .250 | 59  | 132 | V1  |
| Dayton Triangles         | 2  | 6 | 0 | .250 | 45  | 148 | S6  |
| Kansas City Blues        | 2  | 7 | 0 | .222 | 46  | 124 | S2  |
| Kenosha Maroons          | 0  | 4 | 1 | .000 | 12  | 117 | S2  |
| Minneapolis Marines      | 0  | 6 | 0 | .000 | 14  | 108 | S6  |
| Rochester Jeffersons     | 0  | 7 | 0 | .000 | 7   | 156 | S7  |

Note: I pareggi non venivano conteggiati ai fini della classifica fino al 1972.